# Auenbach (Zwickauer Mulde)
Der Auenbach ist ein Bach in Sachsen, der nach einem zusammen mit seinem Oberlauf Klosterbach fast 16 km langen, etwa westnordwestlichen Lauf beim Stadtteil Terpitzsch von Colditz im Landkreis Leipzig von rechts in die Zwickauer Mulde mündet.

## Oberlauf
Der Klosterbach entspringt bei einer Siedlungsgruppe von Aschershain am Ostrand des Waldgebietes Fröhne am Auslauf einer kleinen Teichkette. Er fließt anfangs etwa südwestlich durch das teils besiedelte Waldgebiet, zieht danach in westlicher Richtung erst kurz durch die Flur und anschließend länger durch Geringswalde, wo er in den etwa 0,6 km langen, angestauten Großen Stadtteich, von den Einwohnern der Stadt kurz Großteich genannt, einmündet, aus dem dann der Auenbach abfließt. Bis zur Mündung in den Teich ist er etwa 4,8 km lang.
Nach manchen Landkarten beginnt der Auenbach auch schon oberhalb des Großen Stadtteiches, womit der Klosterbach dann nur etwa 3,6 km lang wäre. Das entspricht aber nicht dem Sprachgebrauch vor Ort.

## Verlauf
Der Auenbach ist der Abfluss des Großen Stadtteiches in Geringswalde, den er seit der Verlegung der Leipziger Straße in den 1930er Jahren über ein Wehr und einen künstlichen Wasserfall verlässt. Auf seinem Weg fließt er zunächst in etwa nordnordwestlicher Richtung durch ein bewaldetes Tal, Auental oder kurz die Aue genannt, und wendet sich an der Rinnmühle in westnordwestliche Richtung. Unterwegs nimmt er mehrere weitere Bäche auf, darunter von links den Jordanbach und den Taubenbach, von rechts den Kellerbach, den Harthaubach, den Böhmbach und schließlich gegenüber von Lastau den in der Nähe des gleichnamigen Ortes entspringenden Erlbach. Böhmbach und vor allem Erlbach sind seine mit Abstand längsten Nebenflüsse. Er mündet beim Stadtteil Terpitzsch von Colditz und gegenüber Möseln nach etwa 10,3 km ab seinem Ursprung am Teichauslauf von rechts in die untere Zwickauer Mulde.
Auf seiner ganzen Länge wird der Bach von Straßen örtlicher Bedeutung oder Fahrwegen in geringer Entfernung begleitet.

### Zuflüsse
Liste, von der Quelle des Klosterbachs bis zur Mündung. Längen abgemessen.
als Klosterbach, Oberlauf, ca. 4,8 km:
- (Bach aus Richtung Aschershain), von links und Osten durch die Ascherslebener Siedlung in der Fröhne, ca. 0,6 km
- (Waldbach), von links und Südosten in der Fröhne vor der S 200, ca. 0,3 km
- Erlgrundbach, von rechts und Nordnordosten nach der S 200, ca. 1,7 km
- (Bach von der Nordwestspitze der Fröhne), von rechts und Nordnordosten am Austritt aus der Fröhne, ca. 2,2 km
- (Bach aus Hoyersdorf), von links und Südosten, ca. 1,7 km
- (Bach längs der Wiesenstraße), von links und Südsüdosten kurz vor dem Mühlteich in Geringswalde, ca. 2,5 km
- (Bach neben der Straße Eichberg), von rechts und Nordosten in Geringswalde, ca. 0,7 km

durchfließt den Großen Stadtteich in Geringswalde, ca. 0,6 km
als Auenbach, ca. 10,3 km:
- Kellerbach (entlang der Hermsdorfer Straße), von rechts und Nordosten im westlichen Geringswalde, ca. 2,3 km
- (Zufluss nach der Trankenmühle), von rechts und Norden nach der Trankenmühle, ca. 0,3 km
- (Bach nach der Herrenmühle), von links und Südwesten, mindestens 1,6 km
- Jordanbach, von links und Südwesten von Hermsdorf her, ca. 0,8 km
- (Zulauf), von rechts und Nordosten von den Sportplätzen an der Waldstraße her, ca. 0,7 km
- Harthaubach, von rechts und Nordosten, ca. 2,0 km
- Taubenbach, von links und Südwesten, ca. 1,0 km
- Böhmbach, von rechts und Ostnordosten kurz nach der Rinnmühle, ca. 5,2 km
- (Bach), von links und Süden, ca. 1,3 km
- (Bach), von rechts und Nordosten vor der Reichenmühle, ca. 1,7 km
- (Bach), von links und Süden an der Reichenmühle, ca. 0,9 km
- (Bach), von links und Südsüdwesten, ca. 1,3 km
- Erlbach, von rechts und Ostnordosten, ca. 6,4 km

### Landkreise
Die Grenze zwischen den Landkreisen Leipzig und Mittelsachsen folgt von der Rinnmühle abwärts mit kleinen Abweichungen für etwa 1,5 km dem Lauf des Auenbachs.

### Mühlenstandorte

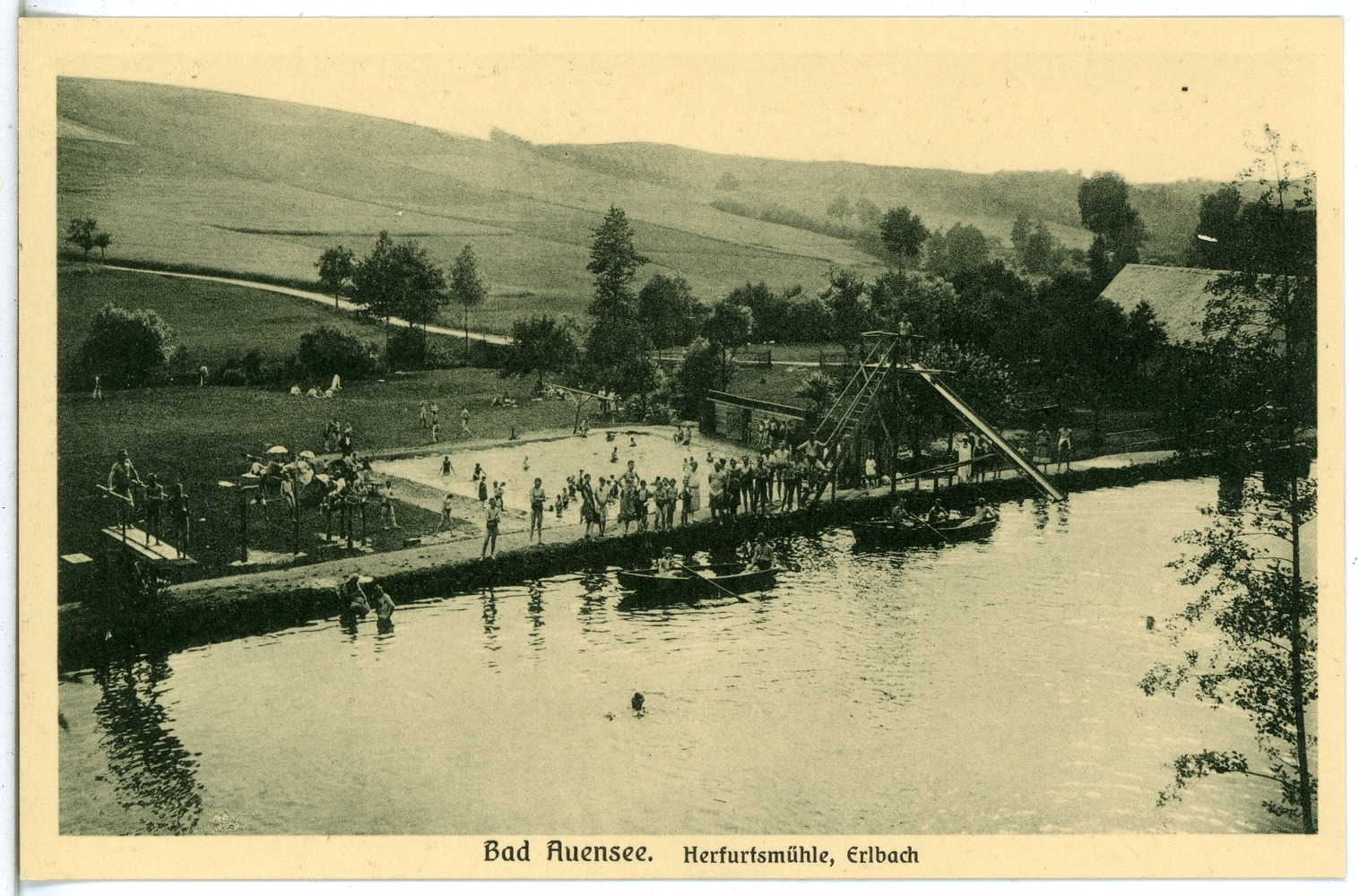
Ehemaliges Freibad an der Herfurthsmühle (1926)

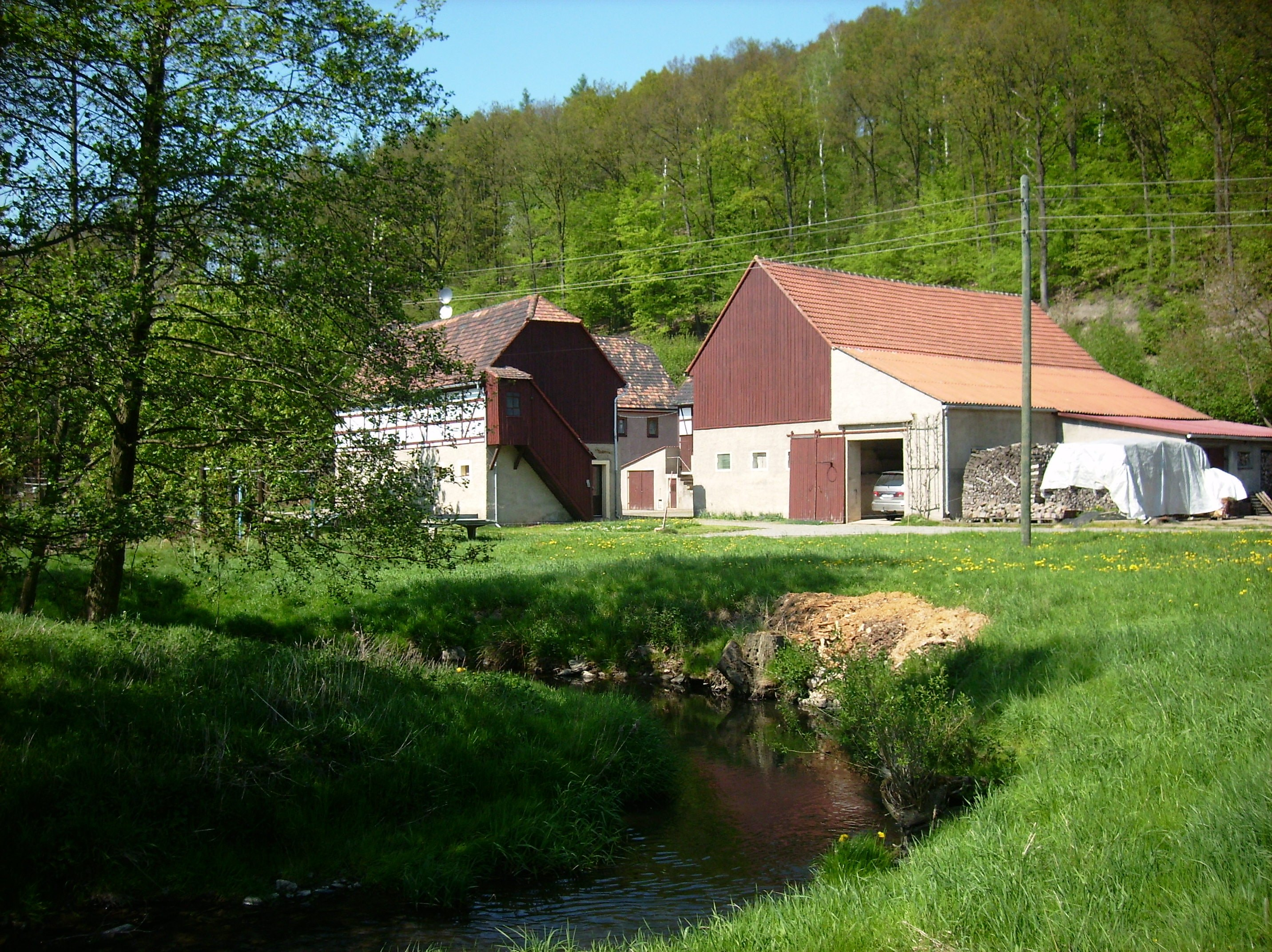
Die Reichenmühle bei Koltzschen

Auf seinem Lauf trieb der Auenbach früher mehrere Wassermühlen: die um 1900 abgerissene Damm-Mühle, die Tränkenmühle, die Herrenmühle, die Rinnmühle, die in den 1920ern abgebrannte Herfurthsmühle und die Reichenmühle. Alle waren Mahlmühlen. Nur die Herrenmühle ist noch in Betrieb, jedoch mit Elektromotorantrieb. Das Aufschlagwasser für die Tränkenmühle wurde zur besseren Ausnutzung in einem Mühlgraben hinter der Bebauung An der Halbige und danach über den Kellerbach geleitet, bevor es nach Antrieb des Wasserrades der Mühle wieder dem Auenbach zugeleitet wurde. An der Herfurthsmühle bestand in den 1920er Jahren ein Freibad.